# Comitato di Basilea
Il Comitato di Basilea per la vigilanza bancaria è un'organizzazione internazionale istituita dai governatori delle Banche centrali dei dieci paesi più industrializzati (G10) alla fine del 1974, che opera sotto il patrocinio della Banca dei Regolamenti Internazionali.
Il suo scopo era quello di promuovere la cooperazione fra le banche centrali ed altre agenzie equivalenti allo scopo di perseguire la stabilità monetaria e finanziaria.
I membri attuali del Comitato provengono da Belgio, Canada, Francia, Germania, Italia, Giappone, Lussemburgo, Paesi Bassi, Spagna, Svezia, Svizzera, Regno Unito e Stati Uniti e da altri 14 Stati del mondo.
Il comitato coordina la ripartizione delle responsabilità di vigilanza fra le autorità nazionali, per attuare la supervisione delle attività bancarie a livello mondiale. Ha sede a Basilea e si riunisce 4 volte all'anno.
L'attuale presidente del comitato è Stefan Ingves, governatore della Banca di Svezia.

## Le origini
Il Comitato di Basilea nacque in seguito al fallimento di una banca tedesca (Bankhaus Herstatt) che per il mancato regolamento di transazioni valutarie si trovò a causare grosse difficoltà ai sistemi di pagamento e regolamento. L'intera vicenda ebbe implicazioni internazionali.
Infatti, il 26 giugno 1974 la Bundesbank mise in liquidazione Bank Herstatt; di conseguenza, numerose banche che nel frattempo avevano effettuato dei pagamenti denominati in DEM alla Herstatt a Francoforte in cambio di USD a New York, a causa della differenza di fuso orario, non ricevettero il pagamento in USD dato che l'operatività della Herstatt era cessata nel mentre.
Al fine di migliorare la collaborazione internazionale e di evitare incidenti analoghi a quello di Herstatt i paesi cosiddetti G-10 formarono un comitato sotto gli auspici della Banca dei Regolamenti Internazionali situata a Basilea.
Il comitato fu inizialmente chiamato "Comitato Cooke", da Peter Cooke, governatore della Banca d'Inghilterra, che era stato uno dei primi a proporne la creazione e che fu il suo primo presidente.

## Funzioni
Il Comitato di Basilea si propone di:
- rafforzare la sicurezza e l'affidabilità del sistema finanziario,
- stabilire degli standard minimi in materia di vigilanza prudenziale,
- diffondere e promuovere delle migliori pratiche bancarie e di vigilanza,
- promuovere la cooperazione internazionale in materia di vigilanza prudenziale.

Non ha capacità regolamentare autonoma (anche se i paesi che vi aderiscono sono implicitamente vincolati agli accordi raggiunti e quelli che non aderiscono si adeguano a quello che di fatto diventa uno standard regolamentare), ha riguardo alle specificità regolamentari e legislative culturali lasciando discreti margini circa le modalità con le quali un paese può recepire un accordo, ha per obiettivo il miglioramento della collaborazione internazionale al fine di garantire la stabilità monetaria e dei mercati finanziari.
Nel tempo ha assolto alle sue funzioni occupandosi di:
- definire i ruoli dei regolatori nelle questioni soggette a legislazioni differenti,
- assicurare che le banche internazionali vengano sottoposte per intero alla regolamentazione,
- promuovere requisiti patrimoniali uniformi per uniformare le condizioni competitive degli istituti creditizi.

Il Comitato opera mediante: linee guida, standard, raccomandazioni e accordi (gli Accordi di Basilea).
Inoltre, il Comitato ha un ruolo di forum informale per lo scambio di informazioni sull'evoluzione della regolamentazione e delle pratiche di sorveglianza nel settore finanziario.